# Бой при Ла-Пас-Сентро
Бой при Ла-Пас-Сентро произошёл 16 мая 1927 года во время американской оккупации Никарагуа. Бой произошёл по окончании гражданской войны в стране, но перед восстанием Сандино.

## Ход боя
В районе 1:00 ночи до отряда американских морпехов долетели звуки выстрелов со стороны города Ла-Пас-Сентро. Было принято решение разыскать их источник. В город для расследования был отправлен отряд капитана Ричарда Б. Бьюкенена. В трех кварталах от центра города левый фланг отряда во главе с сержантом Гленделлом Л. Фицджеральдом был обстрелян группой из примерно семидесяти пяти вооруженных никарагуанце. Это заставило американцев укрыться «под выступающим деревянным тротуаром и за грудой железнодорожных шпал вдоль главной улицы города». Вскоре к ним присоединились основные силы капитана Бьюкенена.
Во время перебежки через Мейн-стрит Бьюкенен был смертельно ранен выстрелом из окон местного салуна. Также было ранено еще трое морпехов. После этого сержант Фицджеральд и двое рядовых зачистили занятый врагом салун, убив семерых врагов. Четверых раненых американцев доставили в отбитое здание салуна. Капитан Бьюкенен скончался там от ранения около 2:30. Выяснилось, что рядовой Марвин А. Джексон также был смертельно ранен. «Это был парень, который не хотел умирать. Его мозги торчали из пулевого отверстия, но он не хотел умирать», — говорил капрал Дональд Л. Трусдейл. К 3:00 никарагуанцы отступили. 

## Последствия
В городе были обнаружены тела четырнадцати повстанцев, на некоторых из них были красные ленты, означающие принадлежность к мятежной либеральной армии. Точно неизвестно, кто руководил нападением, но американцы подозревали Франсиско Секвейру (генерала Кабуллу). Два отряда морских пехотинцев во главе с капитаном Уильямом П. Ричардсом решили найти Кабуллу. 26 мая 1927 года генерал был убит капитаном Ричардсом. Любовница Кабуллы, Консепсьон Алдай, также была застрелена, когда она бросилась на морских пехотинцев с мачете.

## Американские потери
Смертельно ранены:
- Капитан Ричард Б. Бьюкенен
- Рядовой Марвин А. Джексон

Ранены:
- Капрал Энтони Дж. Рауш («ранен в правую часть груди и в правую руку»)
- Рядовой первого класса Уильям Ф. Саймон-младший («ранен в правую руку, указательный палец полностью отстрелен»)[6]